# فولتا كاتالونيا 1933
فولتا كاتالونيا 1933 (بالإسبانية: Volta a Cataluña 1933)‏ هو سباق دراجات هوائية، وهو الموسم رقم 15 من السباق، وأقيم خلال الفترة 10 يونيو 1933، وحتى 18 يونيو 1933.
فاز فيه بالمركز الأول  Alfredo Bovet ‏، وبالمركز الثاني  امبروجيو موريلي، وبالمركز الثالث  Antoine Dignef ‏.

## الفائزون
| الترتيب | الفائز          |
| ------- | --------------- |
| الفائز  | Alfredo Bovet ‏  |
| الثاني  | امبروجيو موريلي |
| الثالث  | Antoine Dignef ‏ |